# Mischa Ebner
Mischa Ebner (* 1975; † 24. November 2002 in Thun) war ein Schweizer Sportler (Waffenläufer) und geständiger Mörder an einer jungen Frau.

## Biografie
Mischa Ebner wurde mit vier Jahren zusammen mit seinem Bruder Alex verwahrlost aufgefunden. Die Jungen waren aufgrund fehlender Betreuung durch die Eltern in ihrer Entwicklung stark beeinträchtigt, Mischa konnte noch nicht richtig gehen, sein zwei Jahre älterer Bruder kein Wort sprechen. Beide Kinder waren misshandelt worden. 1979 wurden beide einer Adoptivfamilie übergeben. Mischa entdeckte nach Aussagen seiner Adoptivmutter, dass er seine Wut im Ausdauersport, etwa beim Radfahren, bewältigen konnte.
Mit 23 Jahren gewann Mischa Ebner unerwartet den Frauenfelder Militärwettmarsch, den bekanntesten Waffenlauf der Schweiz. Bei seinem Sieglauf begleitete ihn der Bruder mit dem Fahrrad. Drei Tage später starb der Bruder durch Suizid, was Mischa Ebner schwer traf.
Mischa Ebner arbeitete zu dieser Zeit als Koch in verschiedenen gastronomischen Betrieben, seit 1999 in einem Berner Altstadtlokal. Er fand eine Freundin und trainierte beim Laufverein 95 Burgdorf. Als erfolgreicher Sportler und engagierter Koch wirkte er sozial völlig integriert.

## Taten und Aufklärung
In der Nacht zum Schweizer Nationalfeiertag, dem 1. August 2002, wurden innerhalb weniger Stunden in Bern-Bümpliz und in Niederwangen zwei Frauen mit einem Messer schwer verletzt. Eines der Opfer, eine 20-jährige Maturandin, erlag den Verletzungen.
Es gab zunächst eine Täterbeschreibung durch eines der Opfer. Später lagen der Polizei handgeschriebene Briefe an die Opfer und die Polizei vor, zum Teil mit Gegenständen, die einem der Opfer gehörten. Zwei der Briefe enthielten DNA-Spuren, an einigen Tatorten konnten Speichelspuren sichergestellt werden. Mit Hilfe der Medien und des hinzugezogenen österreichischen Fallanalytikers Thomas Müller wurde eine Fahndungsstrategie entwickelt, die auf die Eitelkeit des Täters zielte. Die Handschriftproben und ein Phantombild, absichtlich von der Polizei unrasiert gezeichnet, um den Täter zu provozieren, wurden veröffentlicht und zu einem weiteren Fahndungsansatz. Tatsächlich beschwerte sich der Täter in Briefen an die Polizei über die Fahndungsmeldung, er habe einen «unreinen Teint», und lieferte damit zusätzliche Schriftproben. Im Verlauf der Fahndung meldete sich eine junge Frau bei der Polizei und gab an, einen «Liebesbrief» mit der mutmasslichen Täterhandschrift zu besitzen. Darauf befanden sich Name und Wohnadresse von Mischa Ebner; diese führte direkt zum Täter.
Ebner gestand den ihm vorgeworfenen Mord und insgesamt 29 weitere Delikte, darunter mehrere Raubüberfälle auf junge Frauen, die er zum Teil durch Messerstiche erheblich verletzt hatte. Weiterhin räumte Ebner mehrere Gewalt- und Eigentumsdelikte ein. Dabei stellte die Polizei eine zunehmende Verschärfung der jeweiligen Gewaltanwendung fest.
Ein psychiatrisches Gutachten von Professor Rainer Luthe wies aus, dass der Täter nicht ohne weiteres einem bestimmten psychiatrischen Schema zugeordnet werden könne. Der Täter sei selbst daran interessiert gewesen, die Quellen der dunklen Seite seiner Persönlichkeit zu erhellen.

## Suizid
Schon im Berner Untersuchungsgefängnis unternahm der 27-jährige Ebner einen Suizidversuch. Danach wurde er stündlich kontrolliert und in einer Gemeinschaftszelle untergebracht. Trotzdem gelang es ihm, drei Monate nach der Inhaftierung, sich in der Zelle des Thuner Regionalgefängnisses zu erhängen.

## Kontroverse um die mediale Berichterstattung
Nachdem die Berner Kantons- und Stadtpolizei am 21. August den Namen Mischa Ebners als Verdächtigen genannt hatte, kam es zu einer heftigen Kontroverse um die Veröffentlichung des Namens und eines Fotos. Die Polizei erhoffte sich von der Veröffentlichung des Namens weitere Hinweise von Frauen, zu denen Ebner Kontakt gehabt hatte. Einige Medien veröffentlichten das Bild nicht, andere verpixelt oder mit einem Balken über den Augen. Die Agentur Associated Press stellte schliesslich die Verbindung zu den Sporterfolgen des Verdächtigen her. Darauf zogen viele Medien mit Veröffentlichungen nach. 
Die erste Kammer des Schweizer Presserates befasste sich mit der Frage, ob die Namensnennung des Verdächtigen zu rechtfertigen oder abzulehnen sei. Vor allem die Aspekte der erforderten Unschuldsvermutung, der Schutz der Angehörigen des Verdächtigen und die Resozialisierungschancen seien zu berücksichtigen. Der Presserat kam zu dem Schluss, dass auch im Fall Mischa Ebner die Nennung des Namens im Sinne der Unschuldsvermutung und der prinzipiellen Anonymisierung der Gerichtsberichterstattung ein Fehler gewesen sei.

## Filme
- Die Lebensgeschichte Mischa Ebners wurde 2005 von Stella Tinbergen in einem Dokumentarfilm mit dem Titel Der Fall Mischa E. – Lebensweg eines Mörders rekonstruiert. Der Film wurde 2006 mit dem Robert-Geisendörfer-Preis ausgezeichnet.
- Das Schweizer Fernsehen sendete 2007 in der Reihe «Kriminalfälle, die die Schweiz bewegten» die Dokumentation Die Entlarvung des Frauenmörders Mischa E.
- Ebenfalls auf Basis der Geschichte von Mischa Ebner wurde 2018 der Film Der Läufer produziert, bei welchem Hannes Baumgartner Regie führte.

## Bühnenstück
Eine weitere künstlerische Adaption des Stoffes ist das Bühnenstück Mischa, der Fall, das im Juli 2008 in Mersch und Ettelbrück (Luxemburg) uraufgeführt wurde. Das Werk beschäftigt sich mit Täter- und Opferrollen, psychopathologischem Verhalten und der Rolle der Massenmedien im Falle von Ereignissen, die die Öffentlichkeit traumatisieren. Es arbeitet mit den künstlerischen Mitteln von Schauspiel, Tanz, Musik, Video und Installation. (Choreographie: Bernard Baumgarten, Regie: Claude Mangen, Text: Toni Bernhart, Bühne: Do Demuth, Video: Stoll & Wachall, Musik: Emre Sevindik).

## Dokumentarfilm
- Stella Tinbergen: Mischa E. – Lebensweg eines Mörders. 2005, 87 min.
- Michèle Sauvain, Fiona Strebel: Kriminalfälle, die die Schweiz bewegten – Die Entlarvung des Frauenmörders Mischa E. SRF, 2007, 34 min (Youtube).